# Patrulha do Espaço
Patrulha do Espaço es un grupo de hard rock brasileño, formado en la ciudad de São Paulo en 1977.

## Carrera
La banda fue fundada por Arnaldo Baptista (exmiembro de Os Mutantes) en teclados y voz, junto al baterista Rolando Castello Jr. (ex-Aeroblus), el bajista Osvaldo Gennari y el guitarrista John Flavin; el nombre del grupo fue tomado de una canción del primer disco solista de Baptista: Loki?, de 1974.
Su debut en vivo se llevó a cabo en el paulista Ginásio do Ibirapuera, en septiembre de 1977 ya con Eduardo Chermont en la guitarra.
En 1978 Baptista se aleja del grupo, el cual pasa a ser liderado por Rolando Castello Jr. e Ingresando Percy Weiss (Ex- Made in Brazil) para ocupar el rol de vocalista.
En 1980 editan un primer álbum homónimo; Al Tiempo Weiss deja el Grupo Quedando como un Trío (Chermont-Gennari-Castello Jr.) esta formación cambiaria con el Alejamiento de Gennari y el Ingreso de Sergio Santana. 
Tras esta reformación en 1981, Editan su segundo LP también Homónimo y un tercero simplemente titulado Patrulha en 1982.
En 1983 tienen la oportunidad de tocar como acto apertura de Van Halen en São Paulo, en el marco de la gira sudamericana del grupo estadounidense esta sería una de las últimas participaciones de Chermont en la banda quien dejó el grupo a fines de 1983. 
Durante parte del 1984 y principios de 1985 Pappo y Castello graban el disco Patrulha 85, en formato de power trio junto al bajista-cantante Sergio Santana; álbum que se editó en la Argentina como Pappo El Riff. Hacia mediados-fines de la década de 1980 aparecen dos discos grabados durante la época de Arnaldo Baptista con la banda a fines de los años 70: Faremos uma noitada excelente... y Elo perdido.
Luego de un pequeño descanso en 1988 la banda se reanuda sumando a Rubens Gióia como nuevo Guitarrista pensando en la grabación de un nuevo disco para sin embargo en el año de 1991 el grupo entra en inactividad a causa de la Muerte de su Bajista y Vocalista Sergio Santana, esta terminó cuando en 1993 aparece Primus interpares con una nueva formación Quedando de la formación anterior Castello Jr. y Gióia sumando a Xando Zupo (Guitarra), Rene Seabra (Bajo) y Retornando Percy Weiss a la Voz. En 1994 Seabra se va y retorna un Histórico a la Banda Osvaldo Gennari durante los 90´s Patrulha realizó varias presentaciones una de ellas en 1998 con Pappo.
Durante la década de 2000 Patrulha do Espaço han realizado algunos álbumes nuevos como Chronophagia (2000), Missão na área 13 (2004) o el CD en vivo Capturados ao vivo no CCSP em 2004 todos estos con una Nueva Formación, el bajista Luiz Domingues, Rodrigo Hid (voz, guitarra, percusión y teclados) y Marcello Schevano (voz, guitarra, flauta y teclados).
Entre los Años 2007 y 2010 la banda paso un periodo de transición con una Nueva Formación (Castello-Seabra-Schevano) y la participación de Marta Benévolo como vocalista en ese momento Castello Jr. Rearmo la banda con Danilo Zanite en Guitarras, Paul Carvalho (Bajo) y Dejando a Benévolo como la vocalista.
Con esta nueva Formación en 2012 vio la luz un disco de estudio: Dormindo em cama de pregos, mientras que la banda se embarcó en gira promocional por Brasil en apoyo del álbum.
A mediados de 2015 editan Veloz su disco más reciente y repitiendo la Formación de Disco anterior.

## Integrantes
- Rolando Castello Jr- Batería (1977-1985) (1988-1991) (1993-actualidad)
- Danilo Zanite- Guitarra y voz (2010-actualidad)
- Marta Benévolo- Voz principal (2007-actualidad)
- Paul Carvalho- Bajo (2010-actualidad)

### Exintegrantes
- Arnaldo Baptista- Teclado y voz (1977-1978)
- John Flavin- Guitarra (1977-1978) (1988)
- Percy Weiss- Voz (1977-1978) (1980) (1993-1998)
- Osvaldo Gennari- Bajo (1977-1979) (1994-2000)
- Paulo Tomaz- Batería (mayo de 1983)
- Eduardo Chermont- Guitarra & Voz (1977-1983)
- Pappo- Guitarra (1985)
- Sergio Santana- Bajo & Voz (1980-1985) (1988-1991)
- Rubens Gióia- Guitarra (1988) (1993-1998)
- Xando Zupo- Guitarra (1993-1994)
- Luiz Domingues- Bajo (2000-2007)
- Marcello Schevano- Guitarra & Voz (1998-2010)
- Rodrigo Hid- Guitarra, Teclado & Voz (2000-2007)
- René Seabra- Bajo & Voz (1993-1994) (2007-2010)

## Discografía
- 1980 - Patrulha do Espaço
- 1981 - Patrulha do Espaço II
- 1982 - Patrulha
- 1983 - Patrulha do Espaço 4
- 1985 - Patrulha 85
- 1987 - Faremos uma noitada excelente...
- 1988 - Elo perdido
- 1993 - Primus interpares
- 2000 - Chronophagia
- 2003 - .ComPacto
- 2004 - Missão na área 13
- 2007 - Capturados ao vivo no CCSP em 2004
- 2012 - Dormindo em cama de pregos
- 2015 - Veloz
- 2015- Capturados ao vivo em Buenos Aires